# Мид, Маргарет
Ма́ргарет Мид (англ. Margaret Mead; 16 декабря 1901, Филадельфия — 15 ноября 1978, Нью-Йорк) — американский антрополог, представительница этнопсихологической школы. Получила всемирную известность благодаря исследованиям по социализации детей и подростков в Полинезии.
Основательница Института сравнительной культурологии, член Национальной академии наук США (1975). В 1979 году посмертно награждена высшей гражданской наградой США — Президентской медалью Свободы.
Как отмечают, М. Мид «была культурной иконой. На протяжении 1950-х годов она была самым известным и уважаемым антропологом во всем мире».

## Биография
Родилась в квакерской семье в Филадельфии, её отец — профессор Уортонской школы бизнеса Пенсильванского университета, мать — социолог, работавшая с итальянскими иммигрантами. Один год Маргарет проучилась в университете Де По в Индиане, получила степень бакалавра в Колумбийском университете (1923); в 1924 году защитила там же магистерскую диссертацию. На её научные взгляды оказали большое влияние Рут Бенедикт и Франц Боас. В 1925 году отправилась на полевые исследования в Полинезию, на Самоа, где собрала колоссальный по объёму материал о социализации детей и подростков.
После возвращения из Полинезии в 1926 году начала работать куратором в Американском музее естественной истории в Нью-Йорке. В 1929 году защитила диссертацию в Колумбийском университете и получила степень доктора философии (Ph.D.).
В 1960-е и 1970-е Мид часто выступала на американском телевидении в защиту сексуальной свободы, легализации марихуаны и «свободных браков», благодаря чему стала популярной фигурой среди студентов во время молодёжных волнений «новых левых».

## Научные интересы
Исследовала отношения между различными возрастными группами в традиционных (папуасы, самоа и др.) и современных обществах (разрыв поколений), детскую психологию с позиций т. н. этнопсихологической школы.
В работе «Взросление на Самоа» (1928) пришла к выводу об отсутствии конфликта поколений и трудностей социализации подростков в традиционном обществе. Книга имела ошеломительный успех даже за пределами научного сообщества; при жизни Мид неоднократно переиздавалась (общий тираж превысил 2 млн экземпляров).
Научный руководитель Маргарет Мид профессор Колумбийского университета Франц Боас поручил ей исследование молодёжной культуры самоанского народа. Главной целью этой девятимесячной работы на тихоокеанских островах, начавшейся в 1926 году, была борьба с идеей о том, что молодёжные беспорядки[уточнить] являются биологически необходимыми и поэтому закономерны везде. Боас придерживался мнения, что беспорядки среди западной молодежи носят культурный характер, и объяснял их запретами на познание сексуальности молодыми людьми вне брака. Исследование состояло в том, что Маргарет опросила 68 девушек и выяснила, что для них нет запретов на «случайную любовь под пальмами», так это сформулировала сама Мид. Это было главным аргументом в пользу того, что в самоанском обществе беспорядки были неизвестны.
Мид также выделила три основных типа культурного обмена знаниями между старшим и младшим поколениями:
- Постфигуративный — передача знаний от взрослых к детям;
- Кофигуративный — получение детьми и взрослыми знаний преимущественно от своих сверстников;
- Префигуративный — передача знаний от детей к взрослым.

## Критика исследований сексуальной культуры Самоа
В 1983 году (через 5 лет после смерти М. Мид) новозеландский антрополог Дирек Фриман издал книгу «Маргарет Мид и Самоа: возведение и развенчание антропологического мифа» (Freeman, 1983), в которой утверждал, что работа Мид не отражает реальную картину полинезийского социума. Нарисованная Мид благостная картина самоанской жизни, составленная всего за несколько месяцев, отражает общество, в котором якобы утрачены все семейные связи, общество, не знающее родительского авторитета, лицемерно относящееся к девственности невесты. Сексуальное насилие если и существовало, то якобы было неизвестно до введения нравственных запретов белой цивилизации (Mead, 1973). Фриман посвятил половину своей жизни изучению самоанской культуры и, в полную противоположность Мид, нашёл, что у самоанцев господствуют прочные семейные связи, родительский авторитет и что они строго придерживаются культа девственности. Фриман тщательно разобрался в статистике изнасилований и отметил, что Мид, вероятно, не читала самоанских газет, например «Таймс», в которых регулярно сообщалось о случаях изнасилования во время её пребывания там в 1925—1926 годах.
Книга Фримана, в свою очередь, вызвала споры: позже, в 1983 году, специальная сессия сторонников Мид из Американской антропологической ассоциации (на которую Фриман не был приглашён) признали её «плохо написанной, ненаучной, безответственной и вводящей в заблуждение»
В 1999 году Фриман опубликовал ещё одну книгу, «Судьбоносная мистификация Маргарет Мид: исторический анализ её самоанских исследований», включая ранее недоступные материалы. В своем некрологе в «Нью-Йорк Таймс» Джон Шоу заявил, что его тезис, хотя и расстроил многих, к моменту его смерти в целом получил широкое признание. Тем не менее, недавняя работа бросила вызов его критике:47–71. Фримана часто критикуют за то, что он регулярно искажал исследования и взгляды Мид. В оценке дебатов в 2009 году антрополог Пол Шенкман пришёл к выводу, что «в настоящее время существует множество критических замечаний в отношении работы Фримана с разных точек зрения, в которых Мид, Самоа и антропология предстают в совершенно ином свете, чем в работах Фримана. Действительно, то огромное значение, которое Фриман придавал своей критике, многим его критикам кажется „много шума из ничего“».
Некоторые антропологи, изучавшие культуру Самоа, высказывались в пользу выводов Фримана и противоречили выводам Мид, в то время как другие утверждали, что работа Фримана не отменяет работу Мид, потому что культура Самоа была изменена интеграцией христианства в десятилетия между периодами полевых исследований Мид и Фримана. В то время как Мид старалась скрыть личность всех своих испытуемых для конфиденциальности, Фриман всё же смог найти и взять интервью у одного из её первоначальных участников и после этого сообщил, что его знакомая самоанка признала, что умышленно ввела Мид в заблуждение. Кроме того, та призналась Фриману, что она и её друзья развлекались с Мид и рассказывали ей истории.
В целом антропологи отвергли представление о том, что выводы Мид основывались на валидности отдельных интервью с отдельными людьми, а вместо этого обнаружили, что Мид основывала свои выводы на сумме своих наблюдений и интервью во время её пребывания в Самоа, и что статус единственного интервью не ставит научность её работы под сомнение:113. Некоторые антропологи, впрочем, утверждали, что, несмотря на то, что критика Фримана была неверной, исследование Мид не было достаточно строгим с научной точки зрения, чтобы поддержать сделанные ею выводы.
В своей книге 2015 года «Galileo’s Middle Finger» Алиса Дрегер утверждает, что обвинения Фримана были необоснованными и вводящими в заблуждение. Подробный обзор противоречия Пола Шенкмана, опубликованный издательством Висконсинского университета в 2009 году, поддерживает утверждение о том, что исследование Мид было по существу правильным, и приходит к выводу, что Фриман избирательно подошёл к отбору данных, и исказил как работу Мид, так и культуру Самоа.

## Личная жизнь
Несмотря на несколько замужеств, широко известен многолетний роман Мид с другой знаменитой исследовательницей, Рут Бенедикт, который прервался только со смертью последней в 1948 году. Отношения двух женщин подтверждены эмоциональной перепиской, собранной в книге To Cherish the Life of the World: The Selected Letters of Margaret Mead. Маргарет Мид называла Бенедикт своей единственной возлюбленной. В одном из писем она пишет: «Дорогая, ты никогда не познаешь, какой бесценный и незаслуженный дар ты мне передала, одарив своей любовью, ни единого дюйма которой я никогда не отвергну. Я люблю тебя, моя красавица».
Маргарет Мид была замужем трижды. Первый её муж был студентом-теологом, двое других подобно ей занимались антропологией. Наиболее долго с 1936 по 1950 год продлился брак с учёным-антропологом Грегори Бэйтсоном. От этого брака у Мид родилась дочь (педиатром Мид был Бенджамин Спок). Последние годы жизни Мид поддерживала личные и профессиональные отношения со специалистом по гаитянской культуре Родой Метро; они жили в одном доме до самой смерти Мид в 1978 году. Письма, опубликованные с разрешения дочери Мид, подтверждают, что женщины состояли в романтических отношениях.

## Признание
- Franz Boas Award (1976)[20]
- В её честь назван кратер на Венере.
- Была представлена на коллекционных карточках Supersisters.

## Научные труды
- Coming of age in Samoa: a psychological study of primitive youth for western civilization. New York, 1928;
- Growing up in New Guinea: a comparative study of primitive education. New York, 1930;
- Sex and temperament in three primitive societies. New York, 1935;
- Male and female: a study of the sexes in a changing world. New York, 1949;
- Continuities in cultural evolution. New York, 1964;
- Culture and commitment: a study of the generation gap. New York, 1970.

### Издания на русском языке
- Культура и мир детства / Сост. и предисл. И. С. Кона. — М.: Наука, 1988.
- Мужское и женское: Исследование полового вопроса в меняющемся мире / Пер. с англ.: М. Ошурков и др. — М.: РОССПЭН, 2004. — 412 с. — (Гендерная коллекция — зарубежная классика / Институт социальной и гендерной политики). — 1500 экз. — ISBN 5-8243-0586-2.